# Posljednje Kristovo iskušenje (1988.)
Posljednje Kristovo iskušenje (eng. The Last Temptation of Christ) je biblijska drama Martina Scorsesea iz 1988. nastala prema kontroverznom romanu Nikosa Kazantzakisa iz 1951. U glavnim ulogama su nastupili Willem Dafoe kao Isus Krist, Harvey Keitel kao Juda Iškariot, Barbara Hershey kao Marija Magdalena, David Bowie kao Poncije Pilat i Harry Dean Stanton kao Petar. Film je u cijelosti snimljen u  Maroku.
Kao i roman, film opisuje Isusov život, dok je središnja teza ta da je Isus, iako oslobođen grijeha, ipak bio podložan svakom obliku iskušenja s kojima se suočavaju ljudi, uključujući strah, sumnju, depresiju, nevoljkost i pohotu. U knjizi i filmu to rezultira s Kristom kojeg Sotona iskušava slikom njega samog u seksualnim aktivnostima, što je izazvalo izljeve bijesa u kršćanskom svijetu. Ipak, u filmu stoji objašnjenje kako se film udaljava od prihvaćenog biblijskog portreta Isusova života, te da nije namjeravao prikazati Isusov život onako kako ga opisuju Evanđelja.

## Radnja
Isus iz Nazareta je tesar iz Judeje koju su okupirali  Rimljani. Rastrgan je između sebe kao čovjeka i znanja da Bog ima plan za njega. Njegov konflikt rezultira samoprijezirom, a on surađuje na izrađivanju križeva koje Rimljani koriste za razapinjanje židovskih revolucionara, što ga u očima ostalih Izraelaca čini izdajnikom.
Juda Iškariot pripada nacionalističkom disidentskom ogranku koji se buni protiv rimskog režima. Poslan je s naredbom da ubije Isusa zbog izdaje. Juda sumnja da je Isus Mesija, pa upita Isusa hoće li voditi revoluciju protiv Rimljana. Isus mu pokuša reći da je njegova poruka ljubav, da je ljubav među čovječanstvom najviša krjepost koju Bog želi. Juda se pridružuje Isusu u njegovom naučavanju, ali kaže Isusu da će ga ubiti ako odustane od revolucije.
Isus ima i potajnu vezu s Marijom Magdalenom, židovskom prostitutkom. Marija upita Isusa da ostane s njom, o čemu on počne ozbiljno razmišljati, ali ipak odlazi u redovničku zajednicu. Isus kasnije spašava Mariju od razjarene rulje koja ju je došla kamenovati zbog prostitucije. Isus nagovara rulju da joj poštedi život - rekavši "tko je bez grijeha neka baci kamen prvi"
Isus oko sebe okuplja učenike, ali u to vrijeme on je nesiguran u vezi svoje uloge i statusa Mesije. S učenicima otputuje kako bi vidio Ivana Krstitelja, koji je čuo za Isusovu reputaciju. Ivan krsti Isusa, a te noći dvojica razgovaraju o svojim različitim vjerovanjima. Ivan vjeruje da se narod prvo mora osloboditi od Rimljana prije nego što se objavi Božji svijet, dok Isus vjeruje da je ljubav važnija. Isus tada odlazi u pustinju kako bi vidio hoće li mu se Bog uistinu obratiti.
U pustinji Sotona tri puta pokuša iskušati Isusa. Isus se odupire svim iskušenjima i umjesto toga dobije viziju kako sjekirom siječe stablo jabuke. Ukazuje se kao vizija svojim učenicima, iščupa svoje srce i kaže im da ga slijede. S pronađenom hrabrošću, Mesija polazi u pohod kako bi izveo mnoge znakove i čuda: ozdravlja slijepca, pretvara vodu u vino i podiže Lazara iz mrtvih.
Dolazi u Jeruzalem gdje se razbjesni zbog trgovaca u hramu i izbaci ih van. Bijesni Isus čak povede malu vojsku kako bi pokušao zauzeti hram silom. Ali, zastaje na stubama i počne krvariti iz ruku. Shvaća da nasilje nije pravi put te da mora umrijeti kako bi spasio čovječanstvo. Povjerivši se Judi, zamoli svog najboljeg prijatelja i najodanijeg apostola da se okrene protiv njega i izda ga stražarima u hramu, što Juda ne želi učiniti. Ali Isus ga zaklinje da je to jedini mogući način. Uplakani Juda pristaje.
Isus se pridružuje svojim učenicima za Pashom - na Posljednjoj večeri. Nakon jela, u Getsemanskom vrtu, Juda predvodi stražare kako bi odveli Isusa. Poncije Pilat kaže Isusu da ga mora osuditi na smrt jer predstavlja prijetnju protiv statusa quo, Rimskog Carstva. Isus biva izbičevan i okrunjen trnovom krunom. Odvode ga na Golgotu, gdje ga razapinju.
Na križu, Isus ugleda i počne pričati s djevojkom za koju se ispostavlja da je anđeo. Ona mu kaže da on nije Sin Božji, nije Mesija, ali da ga Bog voli, da je zadovoljan njime, i da želi da bude sretan. Spušta ga s križa i odvodi.
Odvodi ga da bude s Marijom, a netom vjenčani par počne voditi ljubav. Dobivaju dijete i počnu živjeti idiličnim životom u području koje izgleda kao sjeverna europska šuma. Marija iznenadno umre, a anđeo kaže ožalošćenom Isusu da su sve žene "Marije", te da je zaručen s Marijom i Martom, Lazarovom sestrom. On zasnuje obitelj s njima i počne živjeti u miru. Nakon što susretne apostola Pavla koji propovijeda o Mesiji - tj. o Isusu - Isus mu kaže da on nije Sin Božji te da Pavao trati vrijeme uzalud. Pavao mu kaže da je njegova poruka mnogo važnija od onoga tko on uistinu jest.
Potkraj svog života, Isusovi bivši učenici ga posjećuju na samrtnoj postelji. Juda dolazi posljednji i proziva Isusa izdajnikom. Otkriva se da je Isusov navodni anđeo zapravo Sotona, koji ga je uspio zavesti životom lagodnosti i smrtnosti. Isus shvaća da mora umrijeti kako bi spasio čovječanstvo. Puzajući natrag kroz Jeruzalem, dolazi na mjesto raspeća i počne moliti Boga da mu dopusti da ispuni svoju sudbinu i da mu "dopusti da bude Sin Božji".
Isus se odjednom nađe natrag na križu. Prije smrti, uzvikne, "Ispunjeno je! Ispunjeno je."

### Posljednja scena
Na samom kraju filma, prije odjavne špice, ekran se zabjeljuje i prikazuje Isusa kako umire na križu. Prema riječima redatelja Martina Scorsesea, ovo nije bilo napravljeno s namjerom. Kamera korištena na snimanju bila je oštećena i propuštala svjetlost na film. Bijeli ekran otkriven je tek kad kad je film bio u obradi.

## Glumci
- Willem Dafoe - Isus
- Harvey Keitel - Juda Iškariot
- Steve Shill - Centurion
- Verna Bloom - Sveta Marija
- Barbara Hershey - Marija Magdalena
- Roberts Blossom - Stari majstor
- Barry Miller - Jerobeam
- Gary Basaraba - Andrija
- Irvin Kershner - Zebedej
- Victor Argo - Sveti Petar
- Paul Herman - Filip
- John Lurie - Jakov
- Leo Burmester - Bartolomej
- Andre Gregory - Ivan Krstitelj
- Alan Rosenberg - Toma
- Nehemiah Persoff - Rabin
- Harry Dean Stanton - Sveti Pavao
- Peter Berling - Prosjak
- David Bowie - Poncije Pilat
- Leo Marks - Glas Sotone

## Pozadina
Martin Scorsese je od djetinjstva htio snimiti filmsku verziju Isusova života. Još je krajem sedamdesetih razmišljao o romanu Posljednje iskušenje te ga dao Paulu Schraderu da ga adaptira. Posljednje iskušenje trebalo je biti snimano nakon Kralja komedije, a produkcija je trebala početi 1983. za Paramount. U glavnim ulogama su trebali nastupiti Aidan Quinn kao Isus, Sting kao Poncije Pilat i Barbara Hershey kao Marija Magdalena. No, menadžment Paramounta i njegove očinske tvrtke, Gulf + Western je postao nezadovoljan zbog prevelikog budžeta i pisama prosvjeda koje su dobivali od religijskih skupina. Projekt je prodan, a u prosincu 1983. i otkazan. Scorsese je umjesto toga snimio film U sitne sate.
1986. se za projekt počeo zanimati Universal Pictures. Scorsese se ponudio za režiju filma u 58 dana i za sedam milijuna dolara. Aidan Quinn je odustao od uloge Isusa, a Scorsese je angažirao Willema Dafoea. Sting je također odustao od uloge, pa je Poncija Pilata na kraju glumio David Bowie. Snimanje je počelo u listopadu 1987. Snimanje na lokaciji u Maroku (prvo za Scorsesea) je bilo teško, a poteškoće su se povećavale užurbanim rasporedom. "Radili smo u izvanrednom stanju", prisjetio se Scorsese. Scene su se morale improvizirati i razrađivati na setu tako da je Scorsese imao malo manevarskog prostora za vizualna dotjerivanja. Snimanje je završeno oko Božića.
Film je objavljen 12. kolovoza 1988.

## Kontroverzni sadržaj
Film donosi mnogo ideja koje se ne pojavljuju u Bibliji. Bio je to kamen smutnje iako film počinje s obaviješću kako nije 'temeljen na Evanđeljima' i da je 'fikcionalan'. Glavni izvor kontroverzi je scena s kraja filma u kojoj se prikazuje kako Isus nije umro na križu nego se oženio Marijom Magdalenom. U filmu se javlja i kratka scena bračnog para kako vodi ljubav, što je izazavalo izljeve bijesa prosvjednika.
Ideja iza ove scene je ta da ona predstavlja Sotonino iskušavanje Isusa sa životom običnog čovjeka, oslobođenog tereta razapinjanja i spašavanja čovječanstva. Pod krinkom prekrasnog, anđeoskog djeteta, Sotona skida Isusa s križa i pruža mu život kakav je želio, rekavši mu da on nije uistinu Mesija i da ne mora umrijeti. Isus se oženi i zasnuje obitelj. Međutim, dok se bliži kraju svog života, njegov najodaniji učenik, Juda Iškariot, mu kaže što se zbilja događa. Juda ga proziva izdajnikom, a Isus konačno shvaća da nije ispunio svoju dužnost da bude razapet i spasi čovječanstvo. Vidjevši da je pokleknuo pred iskušenjem ljudskog života i mirne smrti, Isus otpuže kroz ulice Jeruzalema koji gori od vatre židovskih pobunjenika, i moli Boga da ga vrati razapeću, odbivši Sotoninu ponudu. U tom trenutku on se vraća na križ. Isus je doveden u iskušenje kao čovjek, ali preživljava iskušenje protisnuvši zadnje riječi, "Ispunjeno je."
Osim toga, u filmu se prikazuje, kako Isus izrađuje križeve za Rimljane, ljubi druge ljude u usne, kako ga Bog stavlja na muku, i koristi svoje božje ime u obliku "Jehova".

## Protesti
Protesti protiv filma od strane religijskih zajednica počeli su prije nego što je završena produkcija. Glavni religijski vođe u Sjedinjenim Državama držali su vatrene propovijedi i osudili predmet filma kao pornografski.
22. listopada 1988. francuska katolička fundamentalistička skupina je bacila molotovljeve koktele u pariško kino Svetog Mihaela. U ovom terorističkom napadu je ozlijeđeno trinaest ljudi, od kojih su četvero bili teško opečeni.
Joyce Briscoe, srednjoškolska profesorica u Alburquerqueu, 1991. je prikazala film nadarenim učenicima povijesti u srednjoj školi La Cueva, što je izazvalo veliki val prosvjeda roditelja i lokalne kršćanske radijske postaje KLYT.
U nekim zemljama kao što su Meksiko i Čile, film nije prikazan nekoliko godina nakon objavljivanja.

## Kritike i interpretacije
Film su hvalili mnogi filmski povjesničari, kritičari i neki religijski lideri. Neki rimokatolici smatraju film bliskijim njihovoj vjeri nego Pasiju Mela Gibsona. Filmski kritičar Roger Ebert je u recenziji napisao kako su Scorsese i scenarist Paul Schrader
Kristu dali kompliment uzevši ozbiljno njega i njegovu poruku te da su snimili film koji se ne uklapa u kričavu, jalovu sliku iz religijskih razglednica. Ovdje je on od krvi i mesa, bori se, pita sebe i svojeg oca koji je pravi put, i konačno, nakon velike patnje, zarađuje svoje pravo da kaže, na križu, 'Ispunjeno je.'
Posljednjih godina, film je u kršćanskoj zajednici ocijenjen u pozitivnijem svjetlu. Neke konzervativne kršćanske skupine (od kojih su mnoge ispočetka napadale film) su ga preispitale i prihvatile hipotezu po kojoj je Krist mogao biti potpuno human (subjekt svih ljudskih slabosti) i potpuno božanstven (savršen i svemoguć).
Neki kršćanski učenjaci priznaju da je postojeći omjer između ove dvije suprotne prirode uistinu mogao biti težak kao što ga prikazuje Posljednje Kristovo iskušenje, te da se to spominje i u Ivanovu Evanđelju kad Isus priznaje, "Sišao sam s nebesa, ne da bih proveo Svoju volju, nego volju Onoga tko Me poslao" (6. poglavlje). U slučaju Kazantzakisova i Scorseseova Krista, postoji velika razlika između Kristove volje i volje njegova Oca; iako ga vodi ljubav za čovječanstvo i njegova posvećenost Ocu, Krist konstantno poriče svoju volju kako bi ispunio svoju misiju Spasitelja.
Međutim, neki kršćani, zajedno s ljudima iz drugih vjera, ostaju pri negativnom stavu pri ocjeni filma. Konzervativni filmski kritičar Michael Medved (koji je Židov) ne podnosi film zbog toga što ne prikazuje događaje onako kao u Bibliji, posebno u onome što on smatra portretom Jude Iškariota hrabrijeg i mudrijeg od Isusa.

## Soundtrack
Glazbu za film skladao je Peter Gabriel, a izdana je i na CD-u pod nazivom Passion: Music for The Last Temptation of Christ. Soundtrack je pomogao populariziranju world musica. Gabriel je objavio i dodatni materijal sastavljen od glazbe raznih izvođača pod nazivom Passion - Sources.

## Vanjske poveznice
- Posljednje Kristovo iskušenje u internetskoj bazi filmova IMDb-a
- Posljednje Kristovo iskušenje na Box Office Mojo